# レチクリンオキシダーゼ
レチクリンオキシダーゼ(reticuline oxidase)は、イソキノリンアルカロイド生合成酵素の一つで、次の化学反応を触媒する酸化還元酵素である。
(S)-レチクリン + O2 {\displaystyle \rightleftharpoons } (S)-スコウレリン + H2O2
この酵素の基質は(S)-レチクリンとO2で、生成物は(S)-スコウレリンとH2O2である。
この酵素は酸化還元酵素に属し、酸素を受容体としてX-HとY-HからのX-Y結合の形成に特異的に作用する。組織名は(S)-reticuline:oxygen oxidoreductase (methylene-bridge-forming)で、別名にBBE、berberine bridge enzyme、berberine-bridge-forming enzyme、tetrahydroprotoberberine synthaseがある。